# Ota Kříž

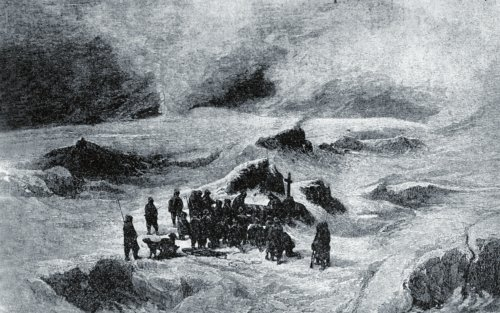
Křížův pohřeb na Wilczekově ostrově, jak jej zachytil Julius Payer

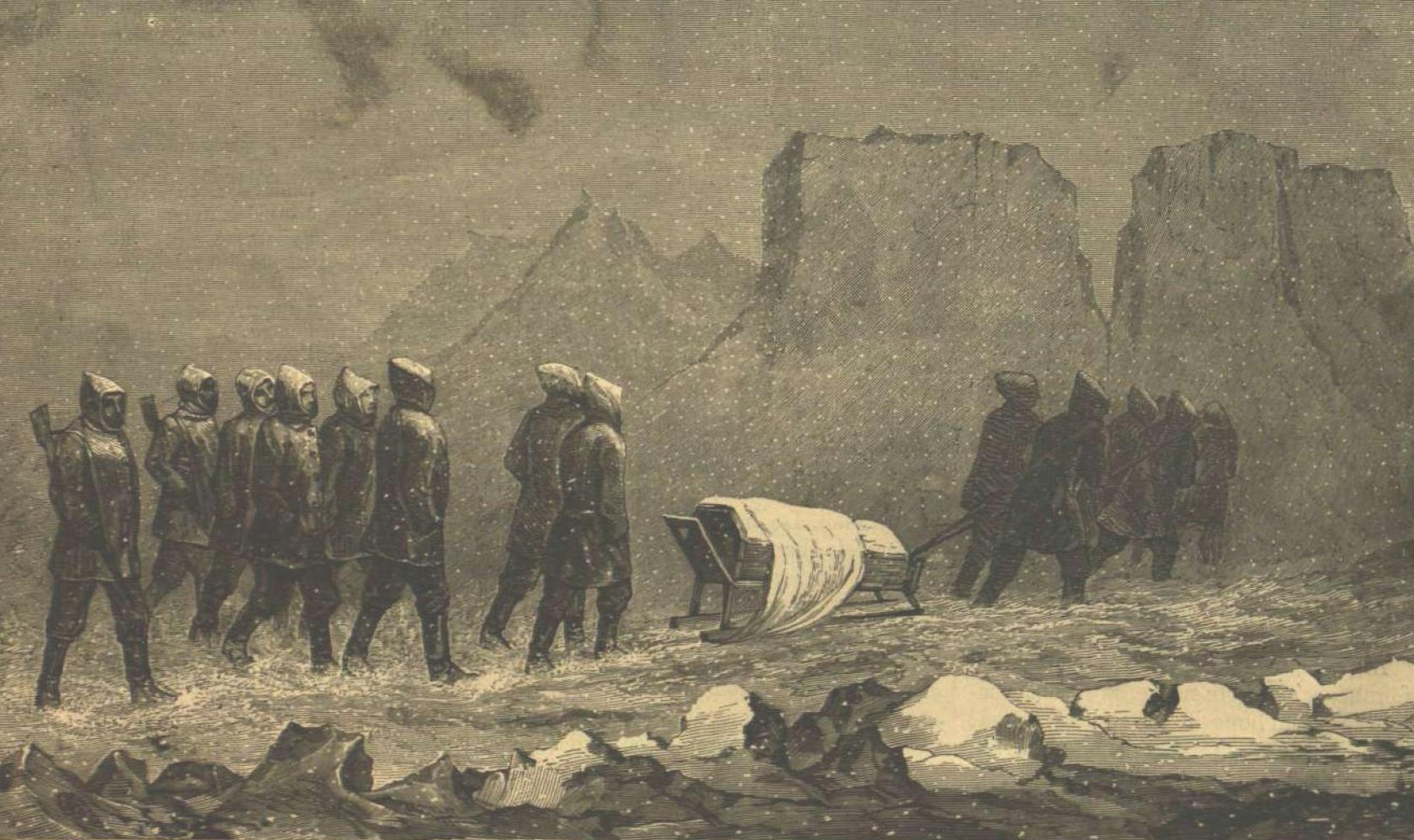
Pohřeb (19. března 1874)

Ota František Kříž, německy Otto Krisch (12. června 1845, Pačlavice – 16. března 1874, Země Františka Josefa) byl český strojník, polárník a cestovatel. Jako strojník na lodi Admiral Tegetthoff se zúčastnil rakouskouherské polární výpravy, která v říjnu 1872 uvízla mezi ledovými krami. V březnu 1874 zemřel a námořníci z lodi jeho ostatky uložili do skalní pukliny nedaleko Wilczekova mysu na Zemi Františka Josefa.

## Život

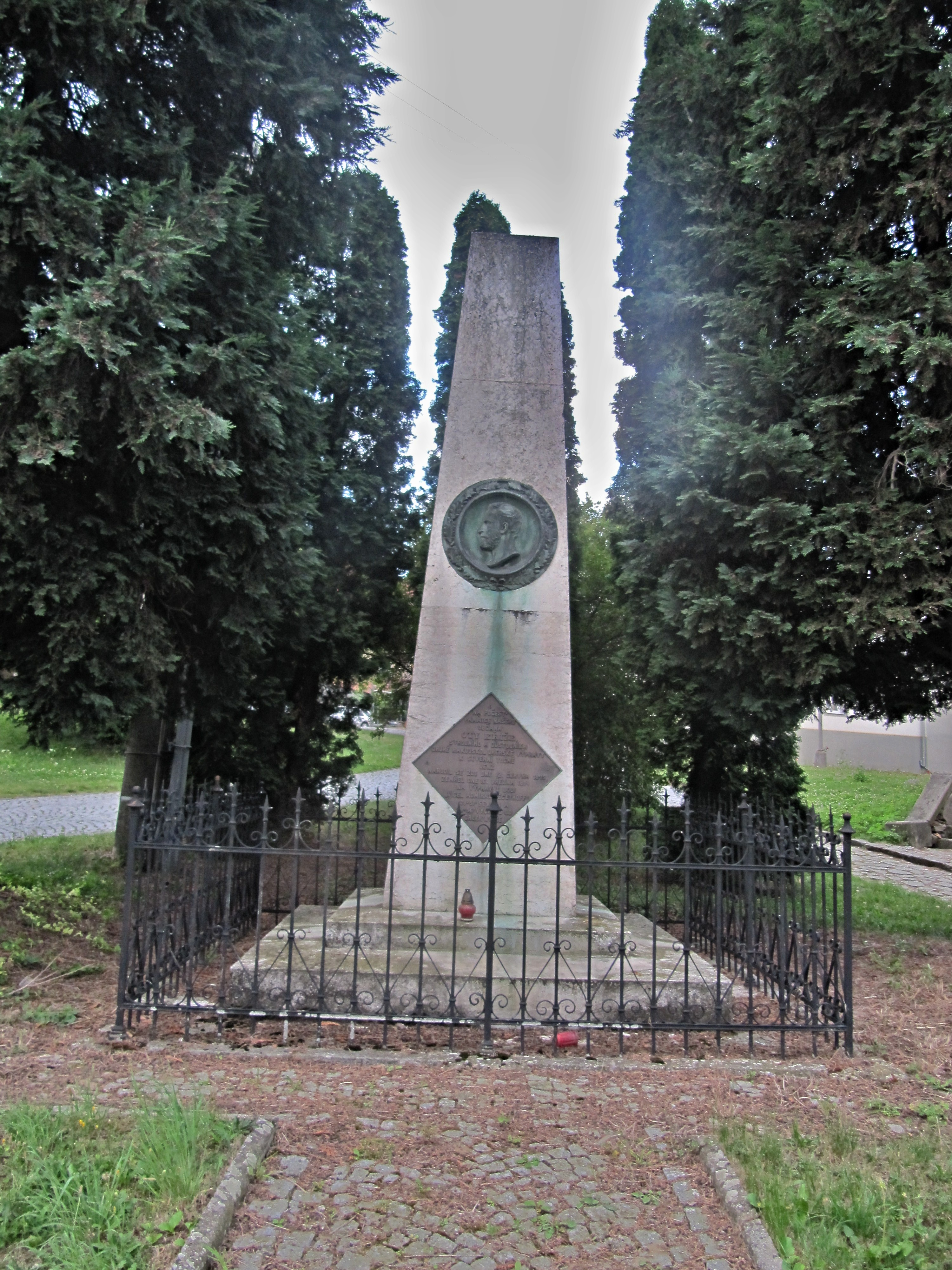
Pomník v rodných Pačlavicích

Ota Kříž se narodil v Pačlavicích panskému ranhojiči Antonínu Křížovi a Anně Kleinerové. Měl osm sourozenců. Do školy chodil v Kroměříži a ve Vídni se vyučil strojníkem. V roce 1866 nastoupil vojenskou službu u válečného námořnictva, u kterého byl postupně povýšen až na mladšího strojníka. Po lednu 1872 pracoval u plavební společnosti Adria v Terstu, kde ho Carl Weyprecht pozval, aby se zúčastnil polární expedice jako lodní strojník. Nabídku přijal bez nadšení a již v březnu 1872 odjel do Geestemünde, kde dohlížel na montáž parního stroje na expediční loď.
Když loď 13. června 1872 vyplouvala z Bremerhavenu, Ota už trpěl začínající tuberkulózou. Přesto plně vykonával službu a konstruoval nástroje a výbušné miny určené k rozbíjení ledových ker. Jeho zdravotní stav se však zhoršoval a koncem roku 1873 se k tuberkulóze přidaly ještě kurděje. V důsledku oslabení organismu a obou nemocí zemřel 16. března 1874 na lodi v blízkosti břehu Wilczekova ostrova, na kterém byl o tři dny později pohřben ve skalní puklině mezi čedičovými sloupy.